# Klöverblåvinge
Klöverblåvinge, Glaucopsyche alexis, är en fjärilsart i familjen juvelvingar. Vingspannet varierar mellan 27 och 36 millimeter, på olika individer.

## Beskrivning
Klöverblåvingehanen är blå på ovansidan och ljusgrå på undersidan. Honan har en bred brun kant runt de blå vingarna på ovansidan och undersidan är ljusgrå. Larven är grön och blir upp till 15 millimeter lång. Denna fjäril förekommer på torrare blomsterängar och bergsslänter.
Värdväxter för klöverblåvinge är ärtväxter, bland annat arter i vedelsläktet, vickersläktet, kronillsläktet, lusernsläktet, sötväpplingsläktet, kvastginstsläktet och blåsärtsläktet.
Larverna vårdas av myror, bland annat av släktena Lasius, Formica, hästmyror och Myrmica.

## Utbredning
Klöverblåvingens utbredningsområde är i Europa och vidare genom centrala Asien till Mongoliet och norra Kina. Utbredningen i Europa är i stora delar av Europa utom Nederländerna, brittiska öarna, Island, norra Ryssland, Sardinien, Cypern samt ytterligare några mindre områden. I Sverige finns den från Skåne till Jämtland och Ångermanland, men har inte påträffats i Halland, Gotland, Härjedalen och Medelpad. I sydöstra Norge har arten jämte Sverige sitt starkaste skandinaviska fäste. I Finland, där arten är rödlistad som sårbar ("VU") har arten gått tillbaka kraftigt, framför allt i väster och norr. I Danmark har arten bara påträffats ett par gånger.